# Rušanj
Pour les articles homonymes, voir Rusanj.
Rušanj (en serbe cyrillique : Рушањ) est une localité de Serbie située dans les faubourgs de Belgrade. Elle est située dans la municipalité de Čukarica et sur le territoire de la Ville de Belgrade. Au recensement de 2011, elle comptait 4 721 habitants.

## Géographie

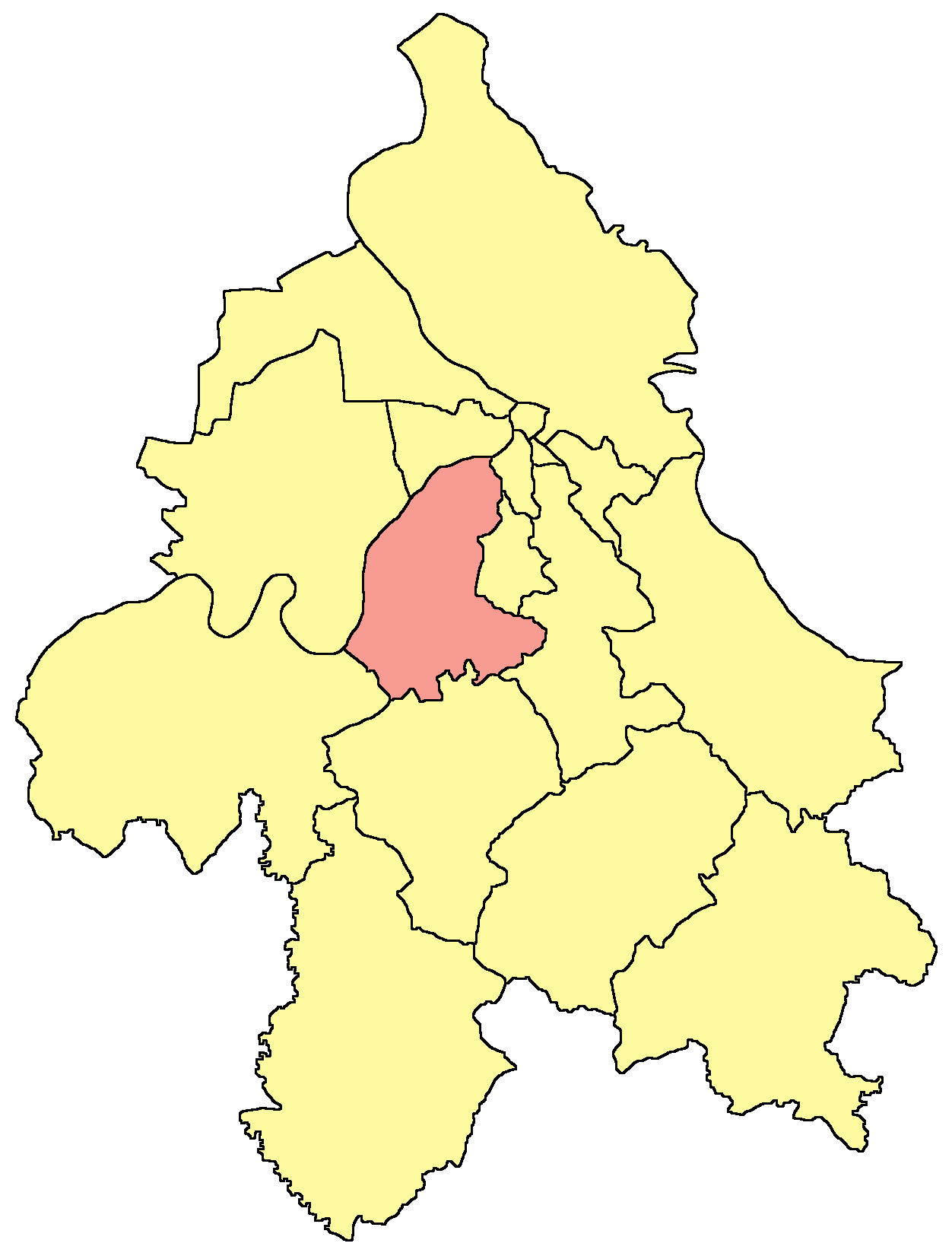
Localisation de la municipalité de Čukarica dans le district de Belgrade

Rušanj est située au sud de Belgrade, près de l'Ibarska magistrala (la route de l'Ibar). Malgré sa très forte croissance démographique, elle est encore classée parmi les localités rurales.

## Démographie

### Évolution historique de la population
| 1948  | 1953  | 1961  | 1971  | 1981  | 1991  | 2002  | 2011  |
| ----- | ----- | ----- | ----- | ----- | ----- | ----- | ----- |
| 1 520 | 1 546 | 1 666 | 1 686 | 3 610 | 4 672 | 4 769 | 4 721 |

|  |